# Gerhard Schumann (Schriftsteller)
Gerhard Schumann (* 14. Februar 1911 in Eßlingen; † 29. Juli 1995 in Bodman) war ein deutscher Schriftsteller, wirkungsvoller Propagandist der NS-Zeit und NS-Kulturfunktionär. Er schloss sich schon früh dem Nationalsozialismus an und erhielt zahlreiche NS-Ehrungen. Er trug mit seinen schriftstellerischen wie mit seinen kultur- und allgemeinpolitischen Beiträgen zur Durchsetzung und zur Aufrechterhaltung des NS-Systems bei. Im Nachkriegsdeutschland war Schumann als Verleger tätig.

## Leben

### Weimar und Nationalsozialismus
Schumann, Sohn eines Lehrers, wuchs in Künzelsau auf. Er besuchte die evangelisch-theologischen Seminare in Schöntal und Urach und schloss sich früh der Jugendbewegung an. Seine ersten Gedichte erschienen ab 1928 in verschiedenen Zeitungen und Zeitschriften.
1930 begann er in Tübingen ein Studium der Germanistik, Geschichte und Philosophie, das er abbrach. Mit Studienbeginn trat er in die Verbindung Luginsland, die NSDAP, die SA und den Nationalsozialistischen Deutschen Studentenbund ein. Schon vor der Machtübernahme durch die NSDAP und deren Bündnispartner war er Bezirksführer des NS-Studentenbundes und Führer der studentischen SA Württembergs im Rang eines Standartenführers. Von dem nationalsozialistischen Kultusminister Christian Mergenthaler wurde er im April 1933 als Kommissar für die württembergischen Studentenschaften in das Kultusministerium berufen. Er beteiligte sich in diesen Funktionen führend an der Gleichschaltung der Tübinger Universität. Im April 1933 untersagte er für die Universitäten Stuttgart und Tübingen die Teilnahme an den von lokalen Studentenschaften, dem NS-Studentenbund und studentischen Verbindungen getragenen Bücherverbrennungen („Aktion wider den undeutschen Geist“). Dieses Verbot resultierte nicht aus inhaltlichen kulturpolitischen oder ethischen Einwänden oder etwa aus einem Respekt gegenüber der verbrannten „undeutschen“ Literatur und ihren Autoren, sondern aus NS-internen Rivalitäten. Die Schumann unterstellte Studentenschaft Tübingen hatte nämlich bereits im April 1933 in einer den Bücherverbrennungen vorgezogenen Aktion mit einem Fünfpunkteplan „unverzüglich energische Maßnahmen“ gegen die als „Schund- und Schmutzliteratur“ vom Nationalsozialismus diffamierte, bekämpfte und verbotene Literatur ergriffen.
Von der NS-Literaturkritik als einer der bedeutendsten Vertreter der jungen Schriftstellergeneration gefeiert, machte Schumann als Autor und Kulturfunktionär rasch Karriere. Er wurde zudem hoch geehrt. 1935 war er zusammen mit Georg Schmückle der erste Träger des neugeschaffenen und bis 1942 verliehenen Schwäbischen Dichterpreises. 1936 wurde ihm in Anwesenheit Hitlers der vom Reichsministerium für Volksaufklärung und Propaganda gestiftete Nationale Buchpreis verliehen. 1935 berief Joseph Goebbels ihn in den Reichskultursenat. Ab 1938/39 leitete Schumann die Gruppe Schriftsteller der Reichsschrifttumskammer. Er war auch Mitglied des 1936–1943 bestehenden Bamberger Dichterkreises.
Nach dem Kriegsdienst ab 1939 wurde er 1942 Chefdramaturg am Württembergischen Staatstheater in Stuttgart und 1943 erster Präsident der Hölderlin-Gesellschaft. 1944 ging Schumann in die Kulturabteilung des SS-Hauptamtes. 
Schumanns letzter SS-Rang war der eines SS-Obersturmführers.
Der nach 1945 als „HJ-Barde“ Beschriebene sah sich selbst als „Ritter am heiligen Gral deutscher Kultur“. Seine Lyrik, in der die NS-Ideologie mit quasireligiösem Pathos umgesetzt wurde, forderte die Wiederauferstehung des „Reiches“ durch Selbstaufopferung und verherrlichte den von ihm messianisch verklärten Führer. 
Aus: Wir dürfen dienen. Gedichte (1943):
Einer: Du bist das Ganze!

Chor: Führer!

Einer: Wir sind dein Teil!

Chor: Führer!

Einer: Dein Werk und dein Reich. Sieg

Alle: Heil!
Auch in seinem Werk Gudruns Tod (1943) ging es um Selbstaufopferung. Daher ordnete der Lübecker Rezensent den Schriftsteller als Vertreter "der stählernen Romantik unserer Tage" ein.
Aus dem Gedicht Schwur, 1940 in einem Gedichtband herausgegeben:
Die Grenzen dunkeln und drohen

Von Wettern, und Blitze lohen.

Dämonen schüren den Brand.

Wir aber stehen mit hohen

Herzen und tatenfrohen

Händen zu Führer und Land.

### Nach dem Ende des NS-Regimes
1945 wurde Schumann als herausgehobenes SS-Mitglied von der Militärregierung festgenommen und war bis 1948 in Internierungshaft. In dem anschließenden Entnazifizierungsverfahren wurde er dank mehrerer Persilscheine, so von dem prominenten NS-Wegbereiter und -Parteigänger Hans Grimm, und mit der Begründung, er sei wieder der evangelischen Kirche beigetreten, schließlich in die Kategorie IV („minderbelastet“ / „Mitläufer“) eingestuft, die in den Westzonen nach mehrjährigem Durchlauf durch die „Mitläuferfabrik“ (Lutz Niethammer) in einem Milderungsprozess am Ende die meisten Nichtentlasteten aufnahm.
Viele der Schumann-Schriften wurden in der Sowjetischen Besatzungszone und der DDR als NS-belastet auf die Liste der auszusondernden Literatur gesetzt.
Schumann steht für bundesdeutsche literatur- und kulturpolitische Kontinuitäten nach dem Ende des NS-Regimes: 1949 gründete er den „Europäischen Buchklub“, der bald etwa 200.000 Mitglieder zählte, darunter die damaligen Minister Erhard und Seebohm, aber auch Martin Niemöller, Erich Ollenhauer und Willy Brandt. Eine Reihe alter NS-Schriftstellerkollegen wie Hans Grimm, Hans Friedrich Blunck, Mirko Jelusich, Eberhard Wolfgang Möller, Bruno Brehm und Erwin Guido Kolbenheyer förderte er durch Aufnahme ihrer Bücher in das Programm der Buchgemeinschaft. Der Buchklub ging 1962/63 in dem Bertelsmann-Konzern auf, von dem einige der rechtsradikalen Autoren in den Bertelsmann Lesering übernommen wurden. 1962 begründete Schumann den rechtsextremistischen „Hohenstaufen Verlag“. Schumann betätigte sich ferner im Deutschen Kulturwerk Europäischen Geistes, einer Organisation, die 1950 von dem ehemaligen Kollegen Schumanns in der „Reichsschrifttumskammer“, Herbert Böhme, gegründet wurde und als Dachorganisation rechtsnationaler und rechtsextremistischer Gruppierungen fungierte.
Mit dem Ende des Nationalsozialismus endete Schumanns schriftstellerische Laufbahn. Wahrgenommen wurde er nur mehr unter der zeithistorischen Überschrift „Literatur im Nationalsozialismus“ und im rechtsradikalen Milieu. Dort wurde er geehrt, so 1974 mit dem Dichtersteinschild des 1999 wegen NS-Wiederbetätigung verbotenen Vereins Dichterstein Offenhausen, 1981 mit der „Ulrich-von-Hutten-Medaille“ des gleichnamigen Freundeskreises oder 1983 mit dem Schillerpreis des Deutschen Volkes des Deutschen Kulturwerkes Europäischen Geistes.
Der Dichter und Büchnerpreisträger Hermann Lenz, der Schumann aus Künzelsau, Tübingen und Stuttgart kannte, machte ihn in seinen Werken unter dem Namen „Schöllkopf“ zur Romanfigur.
Eine jüngere distanzierte Analyse kommt zu der Feststellung, „seine Lyrik hatte Propagandafunktion und trug dazu bei, das nationalsozialistische Herrschaftssystem zu etablieren und zu stützen.“

## Schriften
- Die Lieder vom Reich (1930)
- Ein Weg führt ins Ganze. Gedichte (1932)
- Fahne und Stern. Gedichte (1934)
- Die Reinheit des Reichs (1934)
- Das Reich. Drama (1935)
- Siegendes Leben. Dichtungen für eine Gemeinschaft (1935)
- Wir aber sind das Korn. Gedichte (1936)
- Entscheidung. Schauspiel (1938)
- Schau und Tat. Gedichte (1938)
- Bewährung. Gedichte (1940)
- Die Lieder vom Krieg (1941)
- Ring des Jahres (1943) (Sammlung mit das Dritte Reich verherrlichenden Gedichten von u. a. Schumann selbst, Eberhard Wolfgang Möller, Hanns Johst, Carl Maria Holzapfel, Herbert Böhme)
- Ruf und Berufung. Aufsätze und Reden (1943)
- Wir dürfen dienen. Gedichte (1943)
- Gudruns Tod. Tragödie (1943)
- Gesetz wird zu Gesang (1943)
- Die große Prüfung. Neue Gedichte (1953)
- Freundliche Bosheiten. Heitere und besinnliche Verse (1955)
- Die Tiefe trägt. Gedichte einer Jugend (1957)
- Stachel-Beeren-Auslese. Neue besinnlich-heitere Verse mit Zeichnungen von Karl Staudinger (1960)
- Leises Lied. Gedichte (1962)
- Ein Weihnachtsmärchen (1963)
- Der Segen bleibt. Gedichte (1968)
- Hölderlin – Dank und Bekenntnis (= Deutsche Akademie für Bildung und Kultur, Heft 2), Türmer-Verlag, München [1970]
- Besinnung. Von Kunst und Leben (1974) [Autobiographie]
- Bewahrung und Bewährung. Gedichte (1976)
- Spruchbuch (1981)
- Trost und Zuversicht aus Lyrik und Prosa (1991)

## Mitgliedschaften (Auswahl)
- Paul-Ernst-Gesellschaft